# Костяницын, Василий Николаевич
Василий Николаевич Костяни́цын (1881, Калязин — март 1940) — русский, советский живописец, график, иконописец, плакатист. Автор политических плакатов и лубков первых лет революции. Член Ассоциации художников революционной России с 1922 года, член Союза художников СССР (1932).

## Биография
Родился в Калязине Тверской губернии в 1881 году в семье потомственных иконописцев. Родной брат Геннадий (1904—1941), пропал без вести во время ВОВ. Первоначальное художественное образование Василий получил у отца и деда, помогая им расписывать местные храмы.

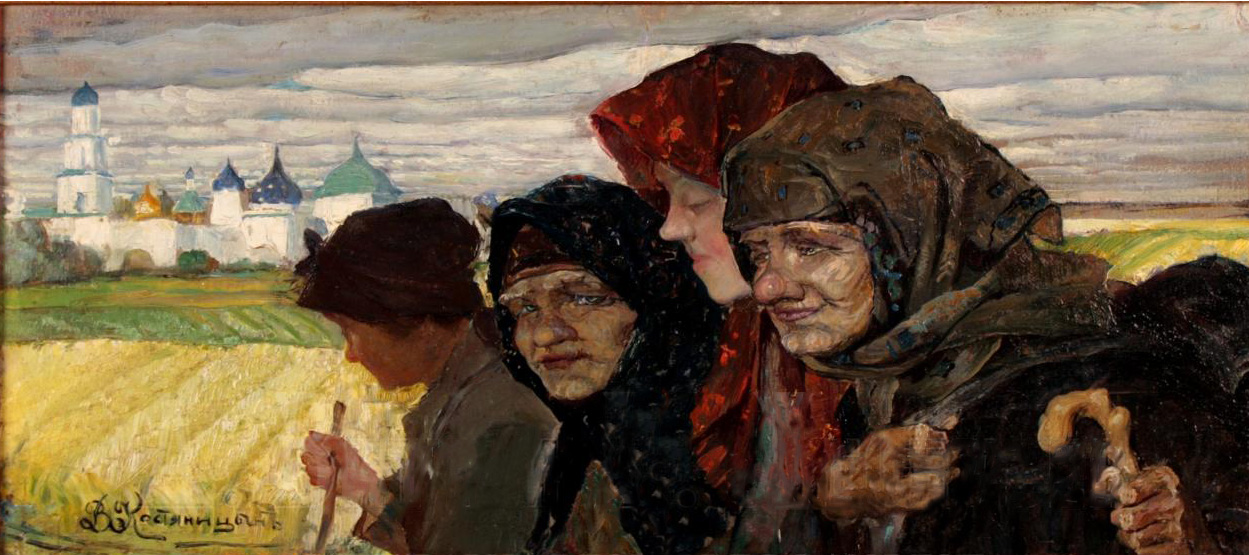
Паломницы. Худ. В. Костяницын

В 1901 году был принят в Московское училище живописи, ваяния и зодчества, где проходил обучение до 1910 года. Занимался у Валентина Серова, Абрама Архипова, Константина Коровина, получил право на звание неклассного художника, но документов не получил, поскольку не сдал научных дисциплин. До 1917 года работал с артелями в Москве, писал иконы. Проживал по адресу 1-й Лаврский переулок, дом 6.
От раннего периода творчества В. Н. Костяницына осталось очень мало работ светского характера. Известен его  портрет неизвестной, в котором проявились высокий уровень мастерства художника и влияние на него поздней манеры В. А. Серова. Художнику удалось передать лирическое настроение и интимность образа. Композиционное построение полотна соответствует тенденциям стилистики модерна. Не исключено, что мастер был вдохновлен и фаюмскими портретами, выставленными в открытом в 1912 году Музее изящных искусств им. Императора Александра III Позже ему была ближе экспрессивная, витальная манера А. Е. Архипова и К.А. Коровина, которые были ближе духу времени построения нового государства и общества.
Революцию В. Н. Костяницын принял с энтузиазмом. Его сразу же захватил вихрь богатейшей по насыщенности художественной жизни страны. В период с 1917 по 1932 художник жил в Москве, писал пейзажи, портреты, картины на революционную и бытовую тематику, активно работал как художник-оформитель.
В 1918 году Костяницын — участник VII выставки картин и скульптуры общества художников «Свободное творчество».
13 мая 1918 года в Москве, в Художественном салоне Клавдии Ивановны Михайловой (1875—1942) на Большой Дмитровке, 11 открылась «Первая выставка картин профессионального союза художников-живописцев в Москве», представляющая 741 произведение 180 художников, среди которых был Василий Костяницын. В 1919 году принял участие во Второй Государственной выставке картин, представив на ней пять своих работ: «Деревенская девушка», «Дворик», «У девичьего монастыря», «Паломницы» и «Летний вечер». В мае того же года принял участие в Первой выставке картин, рисунков и скульптуры Дворца искусств в Москве.
В Гражданскую войну работал художником изо-агитколлектива (совместно с С. Герасимовым, Н. Кочергиным, Д. Мельниковым, Т. Гусевым,  С. Пичугиным и другими) при Отделе агитпоездов ВЦИКа, который с конца 1919 года выполнял почти все заказы на росписи. Один из авторов росписей поездов «Красный казак» (композиция «Съезд казаков»), «Октябрьская революция» (роспись стены вагона под лозунгом «Пусть заработают заводы») и других, с которыми побывал почти на всех фронтах. В этот период интересна его живописная работа «Оборона Луганска от деникинских войск в апреле 1919 года» (1919).
В 1922 окончил Первые государственные курсы изобразительного искусства, после чего начал работать в пейзажном и портретном жанре. Писал картины революционной и бытовой тематики, строго придерживаясь метода социалистического реализма. Среди моделей его портретных произведений красноармейцы, передовики производства, видные рабочие («Работница», 1929; «Укладчик кирпича», 1932). Пейзажи В. Н. Костяницына имеют, преимущественно, индустриальную образность, воспевая стремительный рост промышленного строительства СССР. Им был создан целый цикл произведений, посвященный тяжелой работе в доменных и мартеновских цехах.
С первого года основания Ассоциации Художников Революционной России в 1922 году стал её активным членом и участником выставок. Являлся также членом Московского Союза Советских художников (МССХ), Троице-Сергиевского художественного общества (ТСХО), общества «Звено», участник выставок Профессионального союза художников, кружка «Среда», группы художников «Объединение» (Обис).
В 1920-е годы, после окончания Гражданской войны и отмены агитационных поездов и пароходов, пять лет заведовал художественной частью Промышленно-показательной выставки ВСНХ в Москве (Неглинный проезд, 13); писал картины, посвященные жизни красноармейцев.
В 1924—1929 годы производственное бюро и издательская часть АХРР занималась выпуском выставочных каталогов, альбомов, цветных репродукций и открыток, среди которых были опубликованы и работы Василия Костяницына («Крым. Алупка. Саара», «Крым. Симеиз», «Работница» и другие).
Летом 1925 года для подготовки Восьмой выставки АХРР «Жизнь и быт народов СССР», которую поддержал Совет Народных Комиссаров СССР,  был направлен в Донбасс вместе с художниками Николаем Дормидонтовым, Семёном Павловым и Василием Журавлёвым. Итоговая стоимость этой командировки на одного человека составила 540 рублей. Также выдавалась специальная памятка «К
руководству», составленная Л. С. Сосновским, в которой содержались рекомендации относительно методов общественной и творческой работы на местах. В ходе командировочной кампании Президиум  АХРР большое значение придавал подготовке самих художников, которым предстояло разъехаться в отдаленные уголки СССР и столкнуться с непривычным для себя укладом жизни, самобытной культурой и традициями.

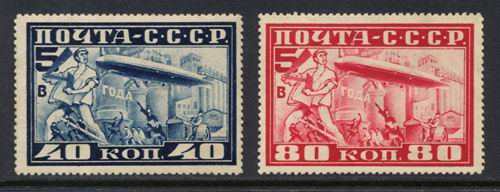
Почтовые марки СССР, 1930. Авиапочта. Пятилетка в четыре года. По плакату В. Костяницина "Даешь пятилетку в четыре года!". Дирижабль. Номер по каталогам: ЦФА 360-361, Скотт C12-C13.

В 1930 году получил заказ и нарисовал плакат «Пятилетку в четыре года», по мотивам которого в том же году была выпущены почтовые марки СССР достоинством 40 и 80 копеек.
Одна из поздних его работ «Колхозница» может служить прекрасной иллюстрацией к описанию всей культурной жизни 1930-х годов. В ней невероятно мощно воплощен дух первых довоенных пятилеток. Физическая сила и энтузиазм буквально сочатся из полотна. Мастер предстает здесь живописным «соавтором» великой В.И. Мухиной. Тем особенно удивительным кажется тот факт, что несмотря на абсолютную лояльность советскому строю и искреннюю приверженность методам социалистического реализма, его художественная манера подверглась критике. После публичного обсуждения, согласно Протоколу № 21 по чистке АХР от 25.04.1930, было принято решение по Костяницыну: «Считать проверенным. Рекомендовать освободиться в своем творчестве от иллюстративности и пассивного протоколизма».
В апреле 1932 года Костяницын участвовал в Первой всесоюзной выставке плаката «Плакат на службе пятилетки», проходившей в Москве, в помещении Третьяковской галереи. В выставке участвовало 206 художников, экспонировалось 410 плакатов.
В 1932 году вместе с группой художников был направлен Высшим Советом народного хозяйства на новостройки Урала и Донбасса, чтобы запечатлеть успехи индустриализации. Маршрут был связан с главными стройками страны: Магнитогорским, Челябинским тракторным заводом им. Сталина, Трубным заводом в Первоуральске, заводом в Синарстрое и другими уральскими предприятиями. Вместе с Костяницыным в творческой экспедиции участвовали В. В. Карев, И. А. Модоров, К. Н. Корыгин, В. В. Крайнёв, Е. А. Львов и Ф. Модоров.
В 1932 году одним из первых Костяницын вступил в Союз художников СССР, а в 1933 году, к Первому съезду советских писателей, написал портрет Степана Щипачёва, который ныне является одним из центральных экспонатов литературного музея писателя.
В декабре 1935 — январе 1936 года в Свердловске, а затем с 30 марта 1936 года в Челябинске экспонировалась выставка «Урало-Кузбасс в живописи» — знаковое для региона художественное событие, зафиксировавшее размах больших индустриальных строек первых пятилеток. Её участниками стали сотни авторов, представившие свыше 400 работ, 11 из которых принадлежали кисти В. Н. Костяницына. Выставка имела большой резонанс и получила продолжение: из нее была сформирована передвижная выставка «Южный Урал в живописи», которая экспонировалась по маршруту: Челябинск, Магнитогорск, Златоуст, Троицк, Троицк-Железнодорожный, Копейск, Курган, Кыштым, Верхний Уфалей, Касли, Трубный завод (Синарстрой, Первоуральск), УАЗ, Каменск, Шадринск, Карабаш, Сатка, Аша, Миньяр. С октября 1936 по февраль 1939 года выставка посетила более 16 пунктов. Впоследствии часть выставки положила начало коллекции Челябинского музея изобразительных искусств.

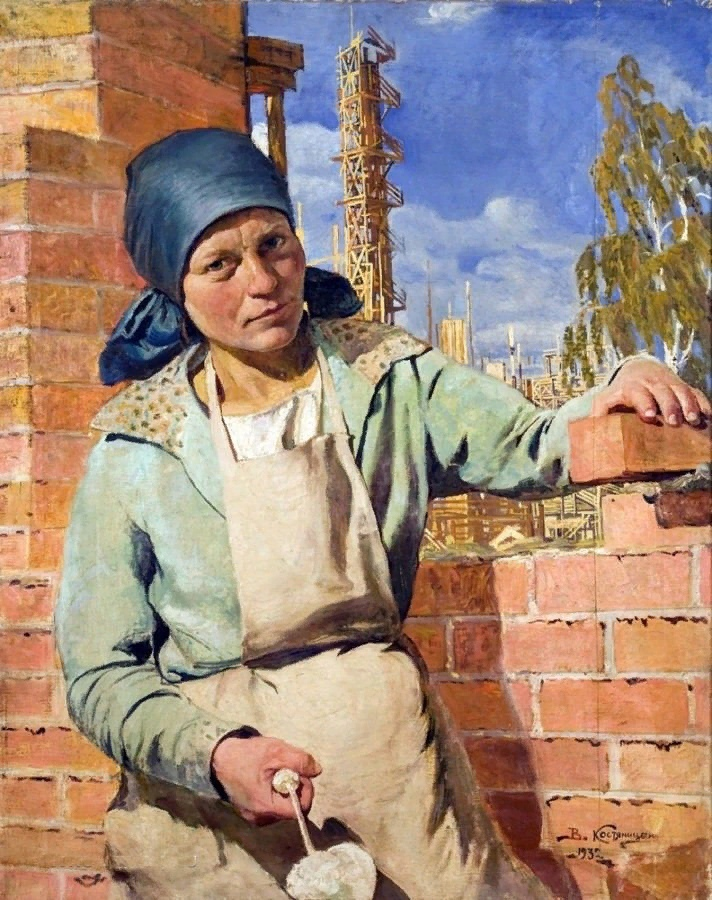
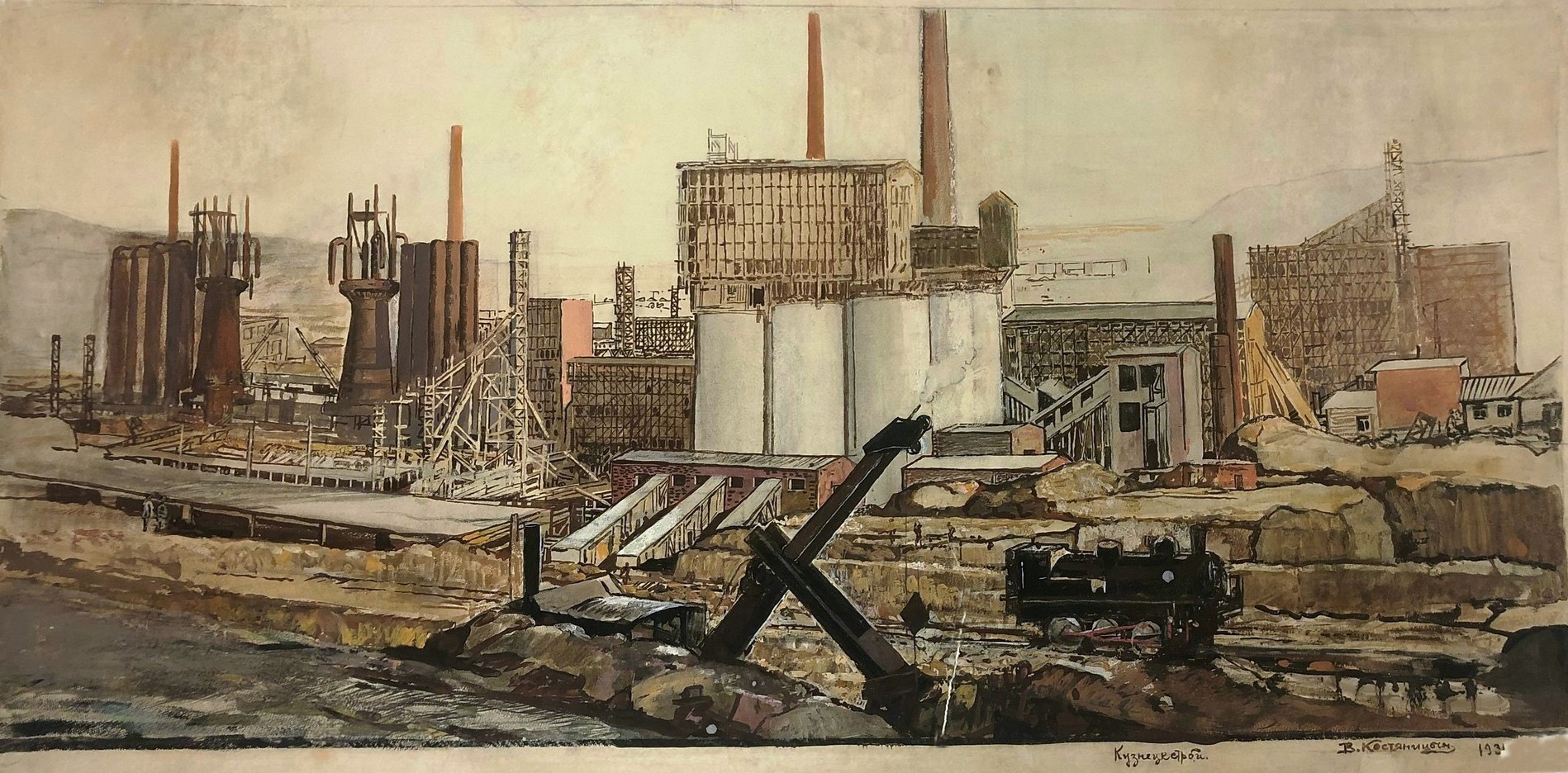
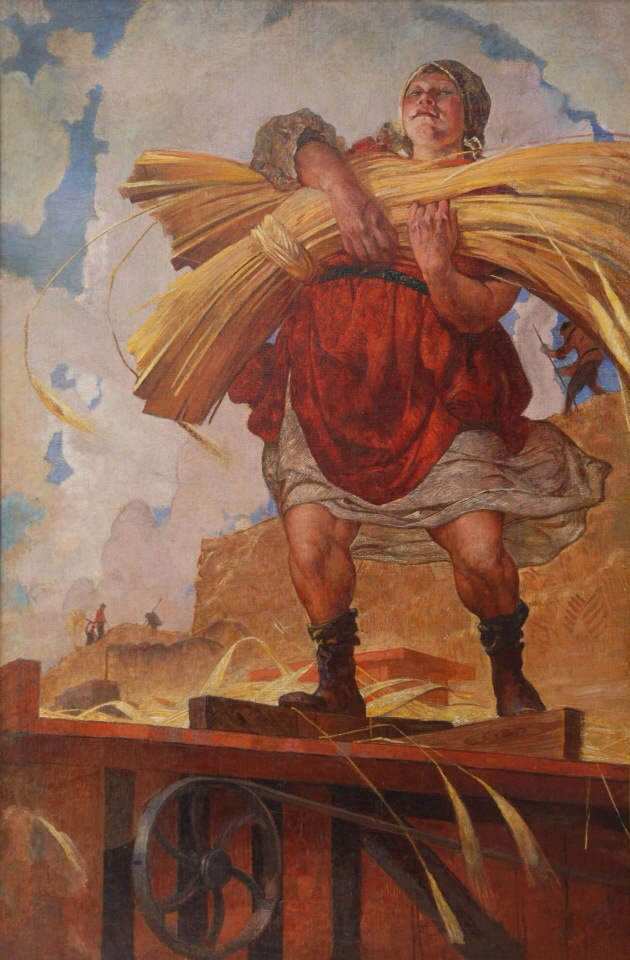

20 июня 1936 года датируется портрет Максима Горького, в котором Костяницын изобразил писателя на фоне моря в коричневом костюме с цветком красной гвоздики в нагрудном кармане пиджака. В 1940 году картина была передана из Литфонда СССР в собрание Музея А. М. Горького при институте Мировой Литературы им. А. М. Горького РАН.
29 марта 1940 года газета «Советское искусство» сообщила о смерти художника.

## Прижизненные выставки
- 1917 г. — Москва. Выставка общества «Звено»
- 1918 г. — Москва. 1-я выставка картин профессионального союза художников живописцев
- 1918 г. — Москва. 2-я выставка картин профессионального союза художников живописцев
- 1918 г. – Москва. VII выставка картин и скульптуры общества художников «Свободное творчество»
- 1919 г. — Москва. 1-я Выставка картин, рисунков и скульптуры Дворца искусств[30]
- 1922 г. — Москва. Выставка «Жизнь и быт рабочих» в научно-техническом клубе Дома Союзов
- 1924 г. — Москва. VI Выставка Ассоциации художников революционной России «Революция, быт и труд» в Историческом музее. Участвовало 134 художника, экспонировано 499 произведений живописи, скульптуры и графики[31]
- 1925 г. — Москва. Выставка группы художников «Объединение»[32]
- 1925 г. — Луганский областной краеведческий музей. Выставка работ В. Костяницына, часть которых была посвящена революционной борьбе луганчан в 1917—1919 годы. Некоторые работы художника, в том числе картина «Бой луганских рабочих за курган Острая могила», пополнили собрание музея[33][34]
- 1926 г. — Москва. VIII Выставка картин и скульптуры АХРР. «Жизнь и быт народов СССР»[5]
- 1928 г. — Выставка X лет РККА. Экспонировалась картина «Взятие „Острой Могилы“[35]
- 1929 г. — Кёльн. Экспонент выставки художников АХХР в Отделе изобразительного искусства на художественно-промышленной выставке в Кёльне.[36]
- 1932 г. — Москва. Выставка «Плакат на службе пятилетки» в здании Государственной Третьяковской галереи
- 1932 г. — Свердловск. Социалистическое строительство Урала[37]
- 1933 г. — Ленинград. Выставка 15 лет РККА[38]
- 1934 г. — Москва. Выставка работ Первой Уральской бригады художников во Дворце культуры Пролетарского района. На выставке Костяницын представил групповое полотно лучших работников Синарстроя: грузчик Савельев, формовщица-комсомолка Дьячкова, инженер Коробельников, рабочие Васильев и Ефимов[39][40]
- 1934 г. — Москва. Отчетная выставка произведений художников, командированных совнаркомом РСФСР, Наркомпросом, «Всекохудожником» и МОССХ по СССР в 1933 году. Открыта 10 июня 1934 г. в Москве, в помещении «Всекохудожника» (Кузнецкий мост (улица), 11). Участвовало 94 художника, экспонировано 272 произведения[41]
- 1935 г. — Передвижная выставка картин по колхозам Московской области. Экспонировалась картина «Кавказ»[42]
- 1935 г. — Свердловск. Выставка «Урало-Кузбасс в живописи»
- 1936 г. — Челябинск. Выставка «Урало-Кузбасс в живописи»
- 1936—1939 гг. — Передвижная выставка «Южный Урал в живописи»
- 1937 г. — Ялта. Выставка картин Московских художников[43]
- 1938 г. — Москва. Выставка «20 лет РККА и Военно-Морского Флота»[44]

## Наследие
Работы Василия Костяницына находятся в частных собраниях и государственных музеях, таких как: Государственный центральный музей современной истории России, Государственная Третьяковская галерея, Владимиро-Суздальский музей-заповедник, Брянский областной художественный музейно-выставочный центр, Самарский областной художественный музей, Пермская государственная художественная галерея, Челябинский государственный музей изобразительных искусств, Луганский областной художественный музей и других.